# Ferdinand von Lindemann

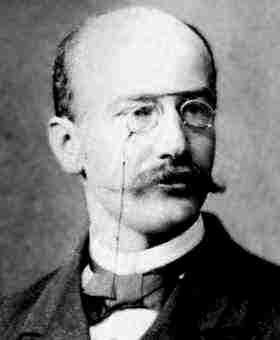
Carl Louis Ferdinand Lindemann

Carl Louis Ferdinand (von) Lindemann (Hannover, 12 april 1852 - München, 6 maart 1939) was een Duits wiskundige. Lindemann studeerde wiskunde in Göttingen, Erlangen en München.

## Stelling van Lindemann-Weierstrass
Hij promoveerde in Erlangen en bewees in 1882 als eerste dat het getal pi een transcendent getal is. Hij deed dit door te bewijzen dat voor om het even welke algebraïsch getallen {\displaystyle a_{1},a_{2},...,a_{n}} en voor om het even welke van 0 verschillende algebraïsche getallen {\displaystyle b_{1},b_{2},...,b_{n}} geldt:
{\displaystyle b_{1}\exp(a_{1})+b_{2}\exp(a_{2})+...+b_{n}\exp(a_{n})} <> 0
met {\displaystyle exp()} de exponentiële functie. Dit resultaat staat bekend als de stelling van Lindemann-Weierstrass.
De trancendentie van pi volgt dan uit de vergelijking van Euler
{\displaystyle exp(i\pi )=e^{i\pi }=-1\,}
Het bewijs van Lindemann hield tegelijk in dat de kwadratuur van de cirkel - waarnaar de oude Grieken al zochten - onmogelijk is.
Uit het bewijs volgt tegelijk ook dat het getal e, de logaritme ln(x) met x een van 0 en 1 verschillend algebraïsch getal en ook de goniometrische functies cos(x), sin(x), tg(x) voor van 0 verschillende algebraïsche x allemaal transcendent zijn.
Zodoende bewees hij eigenlijk, dat bijna alle reële getallen transcendent zijn: algebraïsche getallen zijn uitzonderingen. Inderdaad er zijn aftelbaar oneindig veel algebraïsche getallen en overaftelbaar oneindig veel transcendente getallen.
Voor zijn verdiensten ontving hij het ridderkruis in de Orde van Verdienste van de Beierse Kroon, waarmee hij een persoonlijke adellijke titel ontving. Hij mocht zich daarna Ritter von Lindemann noemen.